# Mesophadnus violaceipennis
Mesophadnus violaceipennis är en stekelart som först beskrevs av Cameron 1905.  Mesophadnus violaceipennis ingår i släktet Mesophadnus och familjen brokparasitsteklar. Inga underarter finns listade i Catalogue of Life.